# Ditaires (Itagüí)
Ditaires es un barrio tradicional clase media-alta de la ciudad de Itagüí, en Colombia. Fue nombrado así en honor a Benedikta zür Nieden conocida como "Doña Dita", esposa de Diego Echavarría Misas, empresario filántropo itagüiseño que donó gran parte de su dinero a los municipios del Valle de Aburrá. En el barrio se encuentran la Casa de la Cultura de Itagüí, el Estadio Metropolitano Ciudad de Itagüí y el Coliseo de Itagüí.
Su principal cualidad son sus zonas verdes y la pacífica convivencia de sus habitantes, en su mayoría empleados de las principales empresas itagüiseñas y estudiantes.
El barrio fue fundado Itagüí en homenaje a Diego Echavarría Misas, está ubicado en la comuna 3 y cuenta con una población de 11.810  habitantes. Tiene vías de acceso que conectan con San Francisco y el centro de Itagüí. Es un sitio predilecto para el desarrollo de actividades de tipo cultural.